# Geani Crețu
Geani Mihai Crețu (Piatra Neamț, 12 gennaio 2000) è un calciatore rumeno, centrocampista del Ceahlăul.

## Caratteristiche tecniche
È un centrocampista centrale.

## Carriera
Cresciuto nel settore giovanile della Dinamo Bucarest, debutta in prima squadra il 15 dicembre 2018 in occasione dell'incontro di Liga I vinto 3-0 contro l'U Craiova.

## Statistiche

### Presenze e reti nei club
Statistiche aggiornate al 10 agosto 2021.
| Stagione        | Squadra         | Campionato      | Campionato | Campionato | Coppe nazionali | Coppe nazionali | Coppe nazionali | Coppe continentali | Coppe continentali | Coppe continentali | Altre coppe | Altre coppe | Altre coppe | Totale | Totale |
| Stagione        | Squadra         | Comp            | Pres       | Reti       | Comp            | Pres            | Reti            | Comp               | Pres               | Reti               | Comp        | Pres        | Reti        | Pres   | Reti   |
| --------------- | --------------- | --------------- | ---------- | ---------- | --------------- | --------------- | --------------- | ------------------ | ------------------ | ------------------ | ----------- | ----------- | ----------- | ------ | ------ |
| 2019-2020       | Dinamo Bucarest | L1              | 1          | 0          | CR              | 0               | 0               |                    | -                  | -                  |             | -           | -           | 1      | 0      |
| ago. 2019       | Dinamo Bucarest | L1              | 2          | 0          | CR              | 0               | 0               |                    | -                  | -                  |             | -           | -           | 2      | 0      |
| 2019-2020       | Rapid Bucarest  | L2              | 14         | 0          | CR              | 1               | 0               |                    | -                  | -                  |             | -           | -           | 15     | 0      |
| 2020-2021       | Dinamo Bucarest | L1              | 14         | 0          | CR              | 1               | 0               |                    | -                  | -                  |             | -           | -           | 15     | 0      |
| 2021-2022       | Dinamo Bucarest | L1              | 8          | 0          | CR              | 0               | 0               |                    | -                  | -                  |             | -           | -           | 8      | 0      |
| Totale carriera | Totale carriera | Totale carriera | 39         | 0          |                 | 2               | 0               |                    | -                  | -                  |             | -           | -           | 41     | 0      |